# 陳冠安
陳冠安（1990年1月1日—），台灣政治幕僚，中國國民黨籍，曾任國民黨智庫助理研究員、國民黨青年部主任、國民黨電商中心執行長、立法委員江啟臣辦公室特助、馬英九辦公室秘書、郝龍斌辦公室秘書、柯志恩高雄市長競選辦公室發言人等職，現任江啟臣基金會（啟思民本基金會）副執行長、中華戰略前瞻協會副研究員、中華青年公共參與協會理事長、中國時報特約主筆、龍江電臺臺長。

## 生平
陳冠安畢業於高雄大學政治法律學系、臺灣大學政治學研究所。2015年透過青年實習計畫進入到國民黨文傳會投身政治，後接續於郝龍斌立委競選辦公室、馬英九辦公室與國民黨智庫任職，2020年10月獲江啟臣任命，出任青年部主任； 2022年5月擔任啟思民本基金會副執行長；同年7月成為柯志恩高雄市長參選人發言人。

## 政治生涯

### 投入青年改革
2019年3月陳冠安與中華民國派青年夥伴共同創立青年次團「黨革青」，投入青年參政與黨內改革，主張捍衛中華民國，改革政黨政治、重視議題政治。 2020年5月，國民黨復辦停辦20年的「革命實踐講習班」，陳冠安擔任171期執行長，招生成果驚人，吸引上百人參與，打破當時國民黨青年政治營隊的參與人數紀錄。 171期培訓成果亮眼，2022年大選共有6位學員出任縣市長參選人的發言人。

### 國民黨青年部主任
2020年10月，陳冠安獲時任黨主席江啟臣任命為國民黨組發會青年部主任。  他主張以中華民國派的論述來推動加法改革，爭取年輕世代認同國民黨。  並推動青年部轉型青年智庫，以人權、勞權、環權、居住正義為主打議題，廣泛跟NGO、議題倡議者、學者專家聯繫，爭取年輕的中間與議題選民支持。
任內推動「青年參政七號角」計畫，密集舉辦營隊和沙龍並針對政策議題組成工作坊，進行青年海選與培訓。 於全國六大區域，結合政策議題，執行「民主扎根計畫」。 針對原住民族、客家與新住民，舉辦國民黨首次的多元族群青年論壇。  疫情期間更採用國外知名的「Gather Town」線上系統，率各黨之先首創線上營隊。 以及舉辦網紅青年營，招募培訓藍營新媒體人才，強化國民黨空戰能力。

### 國民黨電商中心執行長
2020年11月，陳冠安出任國民黨新設立電商中心之執行長，認為成立電商中心不只是要改善黨的財務狀況，更重要的是擴大與社會和青年世代的交流與接觸，把更多創新的元素融入國民黨的 DNA 裡，讓國民黨能展現不一樣的面貌。 以Line@作為購物平台，在創立24小時內就創造超過15萬元的銷售額。
2021年2月，與PCHOME合作，推出KMT飛行夾克，5天銷售額破百萬， 民進黨社群中心主任范綱皓批評國民黨飛行夾克找50歲阿姨王育敏拍宣傳照，遭陳冠安回擊是年齡歧視，最終范綱皓公開向王育敏道歉。
2021年3月，中國禁止台灣鳳梨輸陸，陳冠安透過國民黨電商中心協助鳳梨小農進行銷售，成立小農專區，2小時內就售出超過2000斤鳳梨。 
2021年7月7日，結合民間文史團體，於抗戰紀念日推出「復刻抗戰國軍軍服」，盼望透過歷史紐帶連結，讓許多年輕人更了解這個百年大黨的光輝與貢獻。

### 柯志恩高雄市長競選辦公室發言人
2022年7月29日，陳冠安與李明璇等人共同擔任柯志恩高雄市長競選辦公室發言人，組建當時六都最年輕的發言人團，並負責青年、新媒體與政策議題，針對多元族群、居住正義和動保議題發聲。  與高雄市黨部副主委曹桓榮推動「廟口開講」活動，創造數百萬點閱，協助柯志恩以新媒體社群的優異表現，拉近選情差距。 選戰期間多次與陳其邁陣營與基進黨論戰。
旅美教授翁達瑞(陳時奮)聲稱柯志恩論文未公開且自我抄襲，遭陳冠安秀證據打臉全文在網路公開，翁達瑞承認「找不到柯志恩的博士論文是我的疏忽」，並舉證陳時奮期刊摘要亦有相似之嫌。

## 議題立場

### 居住正義
疫情期間，陳冠安與崔媽媽基金會共同召開記者會，為受到疫情影響的弱勢族群發聲，呼籲政府應保障其居住與生存權。

### 動物保護
青年部任內，舉辦國民黨動物日、推出「動保三策」，包括訂立《動物權益基本法》、呼籲政府成立專職的動保智庫和提升動保的行政層級與組織能量。

## 觀點主張

### 潘孟安論文抄襲案
2020年7月，陳冠安曾使用論文比對系統，抓出屏東縣長潘孟安碩士論文有46%的相似比率。

### 林智堅與陳明通論文案
陳冠安揭露國安局長陳明通指導的173位碩博士生裡，在國家圖書館「台灣博碩士論文知識加值系統」僅有5位開放電子全文，包括民進黨籍的桃園市長鄭文燦、屏東縣長潘孟安、林智堅；立委高嘉瑜、邱志偉、沈發惠、郭國文；新北市議員張錦豪、張志豪、高雄市議員高閔琳，以及前陳菊辦公室主任洪智坤等人，都沒在國圖系統開放電子全文。 並爆料林智堅論文不只抄襲同學，連指導教授陳明通之期刊都抄。

## 外部連結
- 陳冠安的Facebook專頁